# Муха, Ян
Ян Му́ха (словац. Jan Mucha; 5 декабря 1982, Бела-над-Цирохоу) — словацкий футболист, вратарь; тренер.

## Клубная карьера
Футболом начал заниматься в школе «Слована» из Белы-над-Цирохоу, затем продолжил обучение в школе клуба «Снина» из одноимённого города, после чего перешёл в братиславский «Интер». Профессиональную карьеру начал в 2002 году в клубе «Жилина», в свой первый профессиональный сезон провёл 8 матчей, а в следующие 2 сезона сыграл в каждом по 12 встреч, всего провёл за «Жилину» 32 матча и стал вместе с командой дважды чемпионом Словакии, один раз вице-чемпионом и один раз обладателем Суперкубка страны. Помимо этого, участвовал в матчах команды в еврокубках.
В июле 2005 года, после завершения контракта с «Жилиной», на правах свободного агента переехал в Польшу, в варшавскую «Легию», в составе которой дебютировал 20 сентября того же года в выездном матче Кубка Польши против клуба КСЗО. В чемпионате в том сезоне ни разу не сыграл, однако, несмотря на это, всё же получил титул чемпиона страны. Дебютировал за «Легию» в играх чемпионата спустя 14 месяцев с момента подписания контракта, сменив в воротах Лукаша Фабьяньского в домашнем матче 7-го тура сезона 2006/07 против плоцкой «Вислы», в той игре Ян не пропустил ни одного мяча, а его команда разгромила соперника со счётом 5:0. В том сезоне Муха провёл 7 матчей и стал в составе «Легии» бронзовым призёром чемпионата. В сезоне 2007/08, после ухода Лукаша Фабьяньского в лондонский «Арсенал», Ян стал основным вратарём команды, сыграл 29 матчей и стал вице-чемпионом Польши и обладателем Кубка, а затем и Суперкубка в 2008 году. В сезоне 2008/09 снова провёл 29 матчей, во второй раз стал вице-чемпионом Польши и по итогам турнира был признан лучшим вратарём чемпионата и включён в символическую сборную «Экстраклассы».
24 января 2010 года подписал контракт с английским клубом «Эвертон». Первые два сезона в Премьер-лиге был дублёром основного вратаря Тима Ховарда, выходя на поле только в матчах Кубка Футбольной лиги. В чемпионате Англии дебютировал 2 марта 2013 года, после травмы Тима Ховарда, в игре против «Рединга», в которой «Эвертон» победил со счётом 3:1. 9 марта Муха сыграл свой первый матч в Кубке Англии, добившись вместе с командой крупной победы (3:0) над «Уиганом». На следующей неделе он провёл свою 10-ю встречу за «Эвертон», победив дома «Манчестер Сити» со счётом 2:0. После возвращения Ховарда в строй Муха вновь сел на скамейку запасных.
17 июля 2013 года после истечения контракта с английским клубом стал игроком самарских «Крыльев Советов», заключив контракт на 2 года. 15 января 2015 года до конца сезона на правах аренды перешёл в тульский «Арсенал».
28 июня 2015 года Муха подписал четырёхлетний контракт с братиславским «Слованом».

## Карьера в сборной
Выступал за юношеские (разных возрастов, начиная со сборной для игроков до 14 лет) и молодёжную сборные страны.
В составе главной национальной сборной Словакии дебютировал 6 февраля 2008 года, выйдя на замену во втором тайме проходившего в кипрском Лимасоле товарищеского матча со сборной Венгрии, в той игре Ян пропустил 1 мяч, а встреча завершилась со счётом 1:1. 1 апреля 2009 года дебютировал в отборочном цикле к чемпионату мира 2010 года, выйдя в стартовом составе проходившего в Праге матча против сборной Чехии, в котором словаки неожиданно одержали победу со счётом 2:1. Аналогично выходил с первых минут и в сентябрьских решающих матчах: 5 сентября в проходившей в Братиславе ответной встрече против сборной Чехии, завершившейся вничью 2:2 и 9 сентября в проходившем в Белфасте матче против сборной Северной Ирландии, эту игру Ян отстоял «на ноль», а его команда, одержав победу со счётом 2:0, впервые в истории практически обеспечила себе путёвку в финальную часть чемпионата мира.

## Достижения
«Жилина»
- Чемпионат Словакии (2): 2002/03, 2003/04
- Вице-чемпион (1): 2004/05
- Суперкубок Словакии (2): 2003, 2004

«Легия»
- Чемпионат Польши (1): 2005/06
- Вице-чемпион (2): 2007/08, 2008/09
- Кубок Польши (1): 2007/08
- Суперкубок Польши (1): 2008

## Интересные факты
- В сезоне 2007/08 Ян непрерывно сохранял ворота «Легии» в неприкосновенности в течение 575 минут, вместе с 59 минутами из последнего матча в предыдущем сезоне «сухая серия» Мухи составила 634 минуты, что является третьим результатом в истории «Легии». Помимо этого, в сезоне 2007/08 Муха сыграл 14 «сухих» матчей.